# 黒髪のキャプチュード
『黒髪のキャプチュード』（くろかみのキャプチュード）は、見田竜介による日本の漫画。『月刊コミックドラゴン』（角川書店）にて、1992年から1997年まで連載された。単行本は全7巻。ドラマCD全3巻（TBSラジオ『ファンタジーワールド』内放送）。

## ストーリー
4人の聖母（マザー）と言われる存在が単性生殖ですべての生命を生み出す異世界。そんな世界にただ一人黒髪の少年キャプチュードがいた。彼は地球人の父親を持つがゆえに周囲から忌み嫌われていた。彼はその憎しみなどから普段は数十年の長い修行をしなければなれないと言われる特殊な指輪から騎神を召喚することのできる騎神召喚師（スペクトマスター）となっていた。彼は父親の家業を手伝うかたわら、唯一の理解者キャメルとともに宝探しに明け暮れる。

## キャラクター
- キャプチュード：森川智之
- キャメル：三石琴乃
- 妖鬼姫ムーンサルト：冬馬由美
- プランチャ：新山志保
- 満児：屋良有作
- ジェネラル：大友龍三郎
- シュタイナー：折笠愛
- フランケン：青野武
- スタンピート：置鮎龍太郎
- ラナ・ウラカン：根谷美智子
- フェース：米本千珠

## 単行本
全7巻
1. ISBN 978-4049260465
2. ISBN 978-4049260632
3. ISBN 978-4049260847
4. ISBN 978-4049260922
5. ISBN 978-4049260991
6. ISBN 978-4049261035
7. ISBN 978-4049261103

## ドラマCD
- ドラマCD Vol.1 AYCM-512
- ドラマCD Vol.2 AYCM-514
- ドラマCD Vol.3 AYCM-518
- サウンドトラックアルバム AYCM-519